# 富士見ドラゴンノベルズ
富士見ドラゴンノベルズ（ふじみドラゴンノベルズ, Fujimi Dragon Novels）は、1987年から1995年まで富士見書房が刊行していた文庫レーベル。

## 概要
海外のテーブルトークRPG(TRPG)と関わりの深い小説作品を翻訳出版するレーベルであり、ゲームの関連書籍を扱う「富士見ドラゴンブック」とは姉妹レーベルの関係にあった。
『ドラゴンランス』シリーズをはじめとするマーガレット・ワイスの諸作品、フォーゴトン・レルム関連作品、『トラベラー』や『バトルテック』などの海外製ノベライズが翻訳されていた。
全6巻となるシリーズが多いが、これは海外のSF・ファンタジーにしばしば見られるトリロジーという作品形態を、文庫本としての分量の問題から各巻上下分冊として出版したためである。全2巻となっているケースも原書では1巻である。このような事情は各巻に副題が振られている当文庫の書名からは解りづらい場合が多い。

## 略史
- 1987年5月、『ドラゴンランス戦記1 廃都の黒竜』刊行。
- 1995年9月、『レイストリンと兄 ドラゴンランス序曲』刊行。『ドラゴンランス序曲』原書6作中の第3作に当たるが、続巻は刊行されず、当文庫最後の作品となった。

## 文庫シリーズ一覧

### ドラゴンランス関連シリーズ
- 「ドラゴンランス戦記」全6巻（マーガレット・ワイス & トレイシー・ヒックマン）
『廃都の黒竜』（安田均訳）
『城砦の赤竜』（安田均訳）
『氷壁の白竜』（安田均, 鷹井澄子共訳）
『尖塔の青竜』（安田均, 鷹井澄子共訳）
『聖域の銀竜』（安田均, 鷹井澄子共訳）
『天空の金竜』（安田均, 鷹井澄子共訳）
- 「ドラゴンランス伝説」全6巻（マーガレット・ワイス & トレイシー・ヒックマン）
『パラダインの聖女』（安田均, 鷹井澄子共訳）
『イスタルの神官王』（安田均, 細美遥子共訳）
『黒ローブの老魔術師』（安田均, 細美遥子共訳）
『レオルクスの英雄』（安田均, 細美遥子共訳）
『黒薔薇の騎士』（安田均, 細美遥子共訳）
『奈落の双子』（安田均, 細美遥子共訳子）

上記2シリーズに関しては後にアスキー・メディアワークスにより復刊。「戦記」冒頭2巻については角川つばさ文庫により再復刊。
- 「ドラゴンランス英雄伝」全6巻（マーガレット・ワイス & トレイシー・ヒックマン）
『クリンの魔法』（安田均, 細美遥子共訳）
『タッスルの魔法の笛』（安田均訳）
『レイストリンの娘』（安田均訳）
『受け継ぎしもの』（安田均訳）
『賭けるか?』（安田均訳）
『亡命者たち』（安田均訳）
- 「ドラゴンランス序曲」 - 3作5巻にて刊行途絶
『闇と光』上・下（ポール・B・トンプソン & トーニャ・R・カーター、安田均, 石口聖子共訳）
『ケンダー郷の秘宝』上・下（メアリー・カーカフ、安田均, 石口聖子共訳）
『レイストリンと兄』（ケヴィン・スタイン、安田均, 石口聖子共訳）

### マーガレット・ワイス著作シリーズ
- 「ダーク・ソード」全6巻（マーガレット・ワイス & トレイシー・ヒックマン、鎌田三平訳）
『暗き予言の始まり』
『暗黒の剣の誕生』
『暗黒の王子』
『光と闇の都市』
『死者たちの挑戦』
『暗黒の剣の勝利』
- 「熱砂の大陸」全6巻（マーガレット・ワイス & トレイシー・ヒックマン）
『放浪神の御心』（小林理子訳）
『謀略の古代都市』（安藤由紀子訳）
『闇の聖戦士』（押田由起訳）
『神々の帰還』（小林理子訳）
『異教徒の魔法』（押田由起訳）
『使徒の薔薇』（安藤由紀子訳）
- 「ディオン・スターファイア」全6巻（マーガレット・ワイス、小林理子訳）
『反逆の天使』
『王者の試練』
『獅子のめざめ』
『王者の条件』
『宿命の始動』
『最後の守護者』

### フォーゴトン・レルム関連シリーズ
- 「ムーンシェイ・サーガ」全6巻（ダグラス・ナイルズ、荒俣宏訳）
『魔獣よみがえる』
『竪琴と一角獣』
『七人の黒魔術師』
『死せる王妃の預言』
『猫の爪・豹の牙』
『暗黒(ダークウェル)の解放』
- 『プール・オブ・レイディアンス 廃墟の王』（J・M・ウォード & J・C・ホング、安田均, 笠井道子共訳）
- 『プール・オブ・ダークネス 幽閉されたフラン』（J・M・ウォード & A・K・ブラウン、安田均, 笠井道子共訳）
- 「アイスウィンド・サーガ」全6巻（R・A・サルヴァトーレ、風見潤, 駆動竜広共訳）
『魔石（クリスタルシャード）の復活』
『水晶宮（クリシャルティリス）の崩壊』
『暗殺者の影』
『暗黒竜の冥宮』
『海賊海峡の死闘』
『冥界（タルティルス）の門』

後にアスキー・メディアワークスにより復刊。
- 「シャドウデイル・サーガ」全6巻（リチャード・オーリンソン、荒俣宏, 樋口竹美共訳）
『他界への階段』
『不死鳥の神殿』
『天翔ける妖馬』
『死霊を吸う魔像』
『意志を持つ邪剣』
『神々の帰還』

- 「探索の魔石」（ケイト・ノバック & ジェフ・グラブ、安田均, 笠井道子共訳） - 全6作中2巻にて刊行途絶
『呪われた女剣士（カース・オブ・アジュア・ボンド）』
『明かされた謎の印形（シンボル）』

### 他RPG関連シリーズ
- 「トラベラー」全2巻（ジェファーソン・P・スワイカファー、佐脇洋平訳）
『戦乱のアウトリーチ宙域』
『逃亡の惑星』
- 「バトルテック」全6巻（ウィリアム・H・キース・ジュニア）
『グレイ・デス軍団の誕生』（安田均訳）
『サンダー断層の決戦』（安田均訳）
『傭兵たちの星』（安田均, 安藤真智子共訳）
『レジス奪回作戦(オペレーション) 』（安田均, 安藤真智子共訳）
『偽りの報酬』（安田均, 安藤真智子共訳）
『栄光のグレイ・デス軍団』（安田均, 安藤真智子共訳）

### その他シリーズ
- 「グラマリエの魔法家族」全7巻（クリストファー・スタシェフ）
『星から来た魔法使い』（山田順子訳）
『魔法使いと魔女』（山田順子訳）
『キング・コボルトの復活』（田中一江訳）
『戦乱のグラマリエ』（田中一江訳）
『魔法使いめざめる!』 （田中一江訳）
『魔術師の反乱』（田中一江訳）
『魔法使いさまよう!』（田中一江訳）
- 『ストーリーテラー』（原案:ジム・ヘンソン、えのくちじゅん訳）
- 「魔法使い(ウイザード)になる方法」1 - 2（ダイアン・デュアン、大出健訳）
- 「ムレムの書」全7巻（ビル・フォーセット & ニール・ランダル他、椋田直子訳）
『タルウェの旅立ち』
『クラグスクロウの勇者』
『辺境の守護者』
『聖跡を赴く者』
『ティゼールの魔術師』
『白いダンサーの祈り』
『カヴァラの誓い』